# Mỏ rộng đen vàng
Eurylaimus ochromalus là một loài chim trong họ Eurylaimidae.